# Linkańce
Linkańce (lit. Linkainys; pol. hist. Narwidziszki, Lenkańce) – wieś na Litwie, w okręgu wileńskim, w rejonie wileńskim, w gminie Podbrzezie.

## Historia
Pod zaborami wieś i dwa zaścianki; w II Rzeczypospolitej wieś i jeden zaścianek. W XIX i w początkach XX w. położone były w Rosji, w guberni wileńskiej, w powiecie wileńskim. Po I wojnie światowej pod administracją polską, w Zarządzie Cywilnym Ziem Wschodnich. W latach 1920–1922 w składzie Litwy Środkowej.
Od 11 kwietnia 1922 leżały w Polsce, w województwie wileńskim, w powiecie wileńsko-trockim, w gminie Podbrzezie. W 1931 miejscowość liczyła:
- wieś – 96 mieszkańców, zamieszkałych w 15 budynkach,
- zaścianek – 13 mieszkańców, zamieszkałych w 3 budynkach[2].

Po II wojnie światowej w granicach Związku Sowieckiego. Od 1991 na niepodległej Litwie.